# Tabanus striolatus
Tabanus striolatus är en tvåvingeart som beskrevs av Xu 1979. Tabanus striolatus ingår i släktet Tabanus och familjen bromsar. Inga underarter finns listade i Catalogue of Life.